# Broto
Broto egy község Spanyolországban, Huesca tartományban. Broto Fanlo, Fiscal, Yebra de Basa, Biescas, Yésero és Torla-Ordesa községekkel határos. Lakosainak száma 608 fő (2024).

## Nevezetességek
Broto egyike annak a hat községnek, amelyek közigazgatási területén osztozik az Ordesa és Monte Perdido Nemzeti Park.

## Népesség
A település népessége az utóbbi években az alábbiak szerint változott:
| Lakosok száma | 521  | 516  | 520  | 547  | 543  | 523  | 532  | 522  | 564  | 608  |
|               | 2001 | 2004 | 2006 | 2009 | 2011 | 2014 | 2016 | 2019 | 2021 | 2024 |